# Phil Jones (ur. 1992)
Phil Jones, właśc. Philip Anthony Jones (ur. 21 lutego 1992 w Preston) – angielski piłkarz występujący na pozycji obrońcy w reprezentacji Anglii. Przed dołączeniem do Manchesteru United Jones grał w Blackburn Rovers, którego jest wychowankiem. Uczestnik Mistrzostw Europy 2012 i Mistrzostw Świata: 2014, 2018.
Jones reprezentował Anglię w różnych kategoriach wiekowych. Obecnie gra w reprezentacji seniorów. Grał w reprezentacji U-19 w 2009, zanim zadebiutował w drużynie U-21. W seniorskiej drużynie zadebiutował 7 października 2011.

## Życiorys
Urodzony w 1992 roku Phil Jones, dołączył do młodzieżowej drużyny Blackburn Rovers w 2002 roku. W seniorskiej drużynie zadebiutował 7 lat później, podpisując dwuletni, profesjonalny kontrakt z drużyną z Ewood Park. Swój debiut zanotował w meczu o Puchar Ligi z Nottingham Forest 22 września 2009 roku, a premierowy występ w Premier League nastąpił 21 marca w meczu przeciwko Chelsea.
4 maja 2010 roku Anglik podpisał 5-letnią umowę z Blackburn Rovers. Sezon 2010-2011 Jones rozpoczął jako pomocnik i stał się regularnym piłkarzem „Rovers”.
W czerwcu 2011 r. przeszedł do Manchesteru United za 16,5 mln funtów i podpisał 5-letni kontrakt. 29 czerwca 2015 r. przedłużył kontrakt z klubem do czerwca 2019 r. z opcją przedłużenia go o kolejny rok. 8 lutego 2019 r. przedłużył ponownie kontrakt do czerwca 2023 r. 19 maja 2023 r. wraz z zakończeniem swojego kontraktu odszedł z Manchesteru United.
17 sierpnia 2024 roku ogłosił zakończenie kariery piłkarskiej.

## Statystyki kariery
| Klub               | Sezon              | Liga               | Liga  | Liga   | Puchar kraju | Puchar kraju | Puchar ligi | Puchar ligi | Europa | Europa | Inne  | Inne   | Suma  | Suma   |
| Klub               | Sezon              | Liga               | Mecze | Bramki | Mecze        | Bramki       | Mecze       | Bramki      | Mecze  | Bramki | Mecze | Bramki | Mecze | Bramki |
| ------------------ | ------------------ | ------------------ | ----- | ------ | ------------ | ------------ | ----------- | ----------- | ------ | ------ | ----- | ------ | ----- | ------ |
| Blackburn Rovers   | 2009/10            | Premier League     | 9     | 0      | 1            | 0            | 2           | 0           | –      | –      | –     | –      | 12    | 0      |
| Blackburn Rovers   | 2010/11            | Premier League     | 26    | 0      | 0            | 0            | 2           | 0           | –      | –      | –     | –      | 28    | 0      |
| Manchester United  | 2011/12            | Premier League     | 29    | 1      | 1            | 0            | 1           | 0           | 9      | 1      | 1     | 0      | 41    | 2      |
| Manchester United  | 2012/13            | Premier League     | 17    | 0      | 4            | 0            | 0           | 0           | 3      | 0      | –     | –      | 24    | 0      |
| Manchester United  | 2013/14            | Premier League     | 26    | 1      | 0            | 0            | 4           | 1           | 8      | 1      | 1     | 0      | 39    | 3      |
| Manchester United  | 2014/15            | Premier League     | 22    | 0      | 2            | 0            | 0           | 0           | –      | –      | –     | –      | 24    | 0      |
| Manchester United  | 2015/16            | Premier League     | 10    | 0      | 0            | 0            | 1           | 0           | 2      | 0      | –     | –      | 13    | 0      |
| Manchester United  | 2016/17            | Premier League     | 18    | 0      | 2            | 0            | 3           | 0           | 3      | 0      | 0     | 0      | 26    | 0      |
| Manchester United  | 2017/18            | Premier League     | 23    | 0      | 2            | 0            | 0           | 0           | 0      | 0      | 0     | 0      | 25    | 0      |
| Manchester United  | 2018/19            | Premier League     | 18    | 0      | 2            | 0            | 1           | 0           | 3      | 0      | –     | –      | 24    | 0      |
| Manchester United  | 2019/20            | Premier League     | 2     | 0      | 1            | 1            | 2           | 0           | 3      | 0      | –     | –      | 8     | 1      |
| Manchester United  | 2020/21            | Premier League     | 0     | 0      | 0            | 0            | 0           | 0           | 0      | 0      | –     | –      | 0     | 0      |
| Manchester United  | 2021/22            | Premier League     | 4     | 0      | 1            | 0            | 0           | 0           | 0      | 0      | –     | –      | 5     | 0      |
| Manchester United  | 2022/23            | Premier League     | 0     | 0      | 0            | 0            | 0           | 0           | 0      | 0      | –     | –      | 0     | 0      |
| Ogólnie w karierze | Ogólnie w karierze | Ogólnie w karierze | 204   | 2      | 16           | 1            | 16          | 1           | 31     | 2      | 2     | 0      | 269   | 6      |

## Sukcesy
Manchester United
- Premier League (1): 2012/2013
- Puchar Anglii (1): 2015/2016
- Tarcza Wspólnoty (2): 2011, 2013
- Puchar Ligi (1): 2016/2017
- Liga Europy (1): 2016/2017